# 1988 RO2
1988 RO2 är en asteroid i huvudbältet som upptäcktes den 8 september 1988 av den danska astronomen Poul Jensen vid Brorfelde-observatoriet.
Den tillhör asteroidgruppen Eos.